# In Bruges
In Bruges (br: Na Mira do Chefe) é um filme de 2008, gênero comédia de humor negro, escrito e dirigido por Martin McDonagh. 
A história se passa na cidade belga de Bruges, para onde os personagens interpretados por Colin Farrell e Brendan Gleeson foram enviados por seu chefe (que só aparece a partir do meio do filme).